# 日本エアロビック連盟
公益社団法人日本エアロビック連盟（にほんエアロビックれんめい）は、日本におけるエアロビックの国内競技連盟である。日本体操協会、国際エアロビック連盟に加盟している。

## 沿革
- 1983年 - FIA/JAPAN設立
- 1989年 - FIAの国際エアロビック連盟 (IAF) への改称によりFIA/JAPANをIAF/JAPANに改称
- 1992年11月27日 - IAF/JAPANは社団法人日本エアロビック連盟 (JAF) として設立許可
- 1993年9月27日 - 日本体育協会（のちの日本スポーツ協会）に協力団体加盟

## 競技会
- 全日本総合エアロビック選手権大会
- 全日本学生エアロビック選手権大会